# Qi (staat)
Qi (齊) (ook wel Ch'i of Ts'i) was een Chinese staat tijdens de periode van de Zhou-dynastie, gelegen in het huidige Shandong.

## Opkomst
Qi is rond 1046 v.Chr. ontstaan, zoals veel van de eerste hertogdommen van de Zhou-dynastie. De staat werd opgericht door mensen van het Jian-volk die, onder leiding van Jiang Shang, de Zhou hadden geholpen bij de vernietiging van de Shang-dynastie. De Jian mochten meedelen in de oostelijke veroveringen van de Zhou door het oprichten van enkele vazalstaten. Een van die staten was Qi die tot 384 v.Chr. werd geregeerd door het Huis Jiang, en daarna door het Huis Tian. De ligging van Qi maakte het mogelijk de barbaarse volken aan de kust en de communicatielijn tussen het noorden en zuiden van het Zhou-rijk te controleren en was daarom van groot strategisch belang, met name toen tijdens de Oostelijke Zhou-dynastie de Zhou-koningen in de nabijheid verbleven. Steun van Qi werd daardoor essentieel voor het voortbestaan van de dynastie.
Op economisch vlak droegen handel, visserij, zoutwinning en textielproductie aan de opkomst van Qi bij.

## Heerschappij van Jian
Toen de Zhou-staten onder de leiding stonden van de staat Zheng was Qi al zo machtig dat Zheng er geen invloed op had. Onder leiding van hertog Huan had Qi feitelijk het oppergezag in China. Guan Zhong, de adviseur van hertog Huan voerde een ingrijpende hervorming en herorganisatie door in Qi. De staat werd in vijftien territoriale eenheden (genaamd xiang) ingedeeld. De hertog en zijn twee senior minister namen elk het bestuur van vijf xiang voor hun rekening. Onderverdeling van handelaren, ambachtslieden, guo ren (mensen van de staat) en ye ren (mensen op de akkers) in bestuurlijke eenheden maakte het makkelijker om over economische hulpbronnen te kunnen beschikken. Ook militairen vielen onder een strakke hiërarchische structuur, waarbij hun prestaties werden gerapporteerd en overeenkomstig beloond of bestraft. Hierdoor nam de effectiviteit van het leger toe. 
Ondanks de hervorming ging het oppergezag van Qi ging in 643 v.Chr. na de dood van hertog Huan verloren. Een tijd later verklaarde het zich een onafhankelijk koninkrijk.

## Heerschappij van Tian
Na de dood van hertog Huan nam de macht van de adellijke families toe. De belangrijkste daarvan waren Guo, Gao, Luan, Bao, Cui, Qing, Yan en Tian. De laatste familie wist de andere te overvleugelen met bruut geweld. In 489 v.Chr. en 481 v.Chr. konden de Tians het zich zelfs veroorloven de hertog te vermoorden. Vanaf 480 v.Chr. hadden de Tian feitelijk alle macht in handen en konden zij de hertog naar gelieven vervangen.
Onder het militair opperbevel van Sun Bin wist Qi in 353 v.Chr. en 342 v.Chr. belangrijke overwinningen te behalen op de staat Wei. In 286 v.Chr. veroverde Qi de staat Song. Qi wordt gerekend tot de Zeven Grote Strijdende Staten uit de Periode van de Strijdende Staten.

## Ondergang

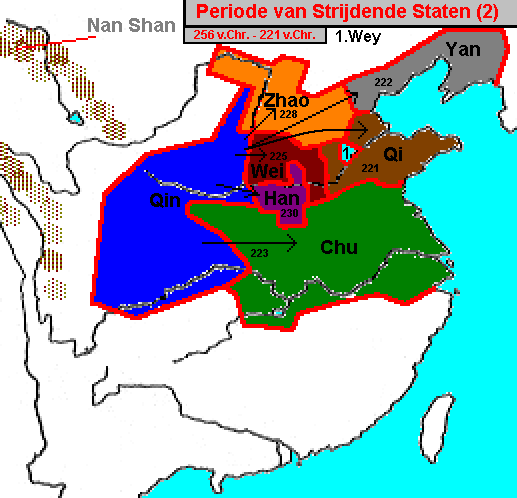
Qi was de laatste staat die Qin veroverde

Qi was in 221 v.Chr. de laatst overgebleven staat die niet onderworpen was aan Qin. Toen de Qin-legers ten strijde trokken om heel China te verenigen onder hun gezag, gaf Qi zich zonder tegenstand over.
Na de overwinning van Qin op Qi werd de Qin-dynastie opgericht.